# Liste der Wiener S-Bahn-Stationen

Schematischer Netzplan der Kernzone (2023)

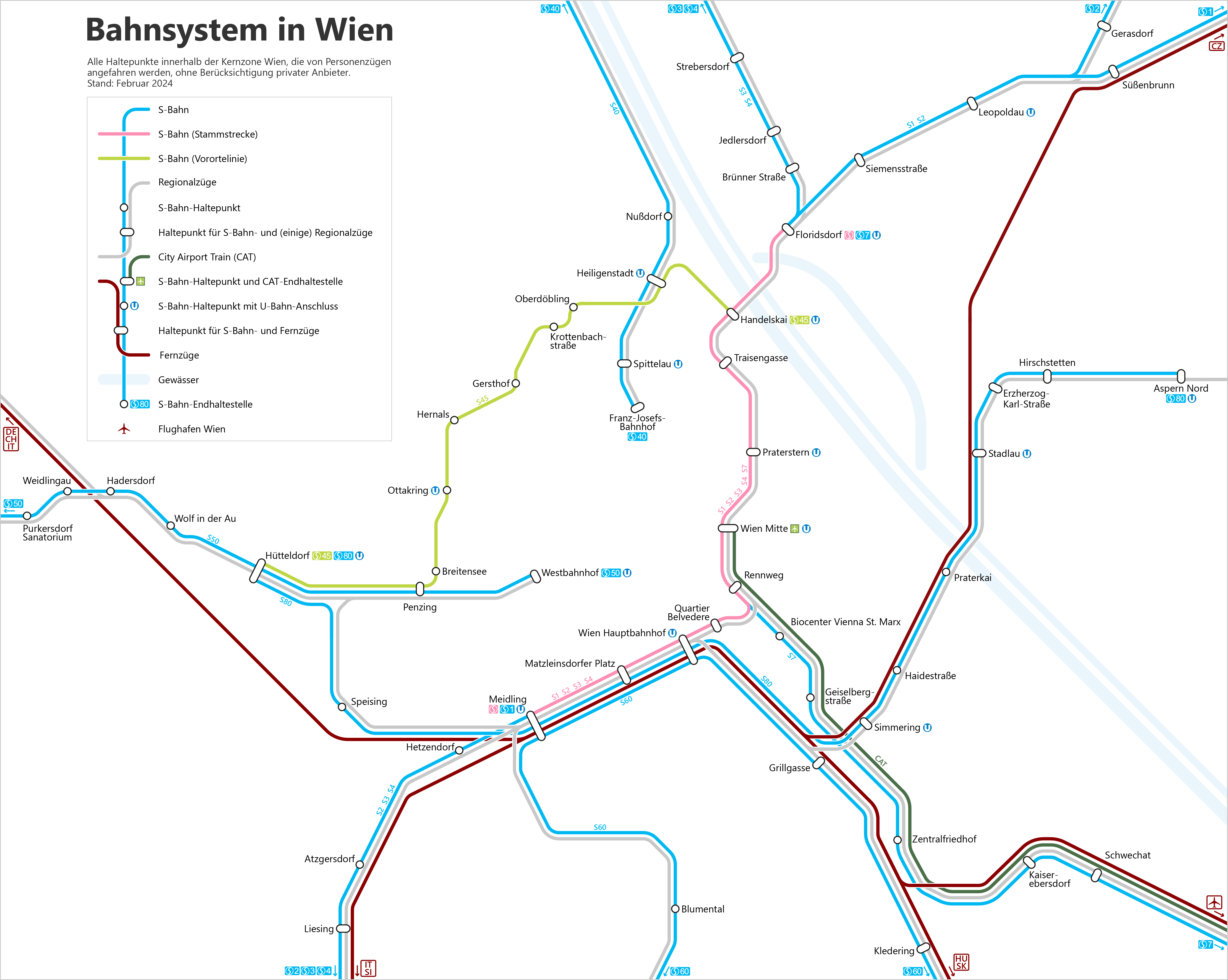
Die Integration der S-Bahn ins Wiener Bahnsystem

Diese Liste der Wiener S-Bahn-Stationen zeigt alle relevanten Informationen zu den Bahnhöfen und Haltestellen der Wiener S-Bahn, inklusive deren Besonderheiten, eventuellen Sehenswürdigkeiten und wichtige Punkte Wiens in deren unmittelbarer Umgebung. Angeführt sind jene Stationen, welche in der Kernzone WIEN des Verkehrsverbundes Ost-Region liegen. Dazu zählen auch die bereits in Niederösterreich gelegenen Stationen Gerasdorf, Kledering, Purkersdorf Sanatorium und Schwechat.
Alle Wiener Personenbahnhöfe und Haltestellen werden von der S-Bahn bedient. Viele S-Bahn-Stationen werden zugleich von Regional- oder Regional-Express-Zügen angefahren. Vierzehn Bahnhöfe sind mit der U-Bahn verknüpft, die Bahnhöfe Hauptbahnhof, Meidling, Westbahnhof und Hütteldorf werden auch von Zügen des Fernverkehrs bedient. Zudem besteht an den Stationen Meidling und Matzleinsdorfer Platz Anschluss zur Lokalbahn Wien–Baden.

## Stationen
Die Namen aller in Wien gelegenen S-Bahn- bzw. ÖBB-Stationen beginnen in der Fahrgastinformation der ÖBB-Personenverkehr AG mit Wien. Bei den U-Bahn-Stationen wird dieser Namensteil nicht geführt.
| Station                       | Bahnsteige | Strecke                                                                           | R Regionalverkehr Linien S-Bahn | Umsteigemöglichkeiten                                     | Sehenswürdigkeiten (wichtige Punkte)                             | Bemerkungen | Bezirk | Eröffnung                 | Bild |
| ----------------------------- | ---------- | --------------------------------------------------------------------------------- | ------------------------------- | --------------------------------------------------------- | ---------------------------------------------------------------- | --- | ------ | ------------------------- | ---- |
| Aspern Nord Lage              | 1–2        | Marchegger Ostbahn                                                                | R REX                           | 84A 89A 95A 99A 99B                                       | Seestadt Aspern                                                  | | 22     | 2018                      |      |
| Atzgersdorf Lage              | 1–3        | Südbahn                                                                           | R                               | 56A 58A 58B 60A 66A N66                                   |                                                                  | früher: Atzgersdorf-Mauer | 23     | 1841 bzw. 1979            |      |
| Blumental Lage                | 1–2        | Pottendorfer Linie                                                                | S60                             | 16A                                                       | Briefzentrum Wien, Großmarkt Wien                                | früher: Inzersdorf Metzgerwerke, Neueröffnung am 1. August 2011 nördlich der alten Haltestelle                                                            | 23     | 1874 bzw. 2011            |      |
| Breitensee Lage               | 1–2        | Vorortelinie                                                                      | Vorortelinie                    | 49 N49                                                    |                                                                  | Tieflage | 14     | 1898                      |      |
| Brünner Straße Lage           | 1–2        | Nordwestbahn                                                                      | R                               | 30 31 36B Regionalbusse                                   | Klinik Floridsdorf Shopping Center Nord                          | | 21     | 1969 bzw. 2016            |      |
| Erzherzog-Karl-Straße Lage    | 1–4        | Laaer Ostbahn, Marchegger Ostbahn                                                 | R                               | 25 26A 86A 87A 94A 95A 96A                                |                                                                  | | 22     | 1967                      |      |
| Floridsdorf Lage              | 1–5        | Nordbahn, Nordwestbahn                                                            | R REX CJX                       | 25 26 30 31 20A 28A 29A 33A 34A N20 N29 N31 Regionalbusse |                                                                  | | 21     | 1838                      |      |
| Franz-Josefs-Bahnhof Lage     | 1–5        | Franz-Josefs-Bahn                                                                 | R REX                           | D 5 33                                                    | Palais Liechtenstein (Fürstengasse)                              | überbauter Kopfbahnhof | 9      | 1870                      |      |
| Geiselbergstraße Lage         | 1–2        | Aspangbahn                                                                        | S7                              | 11 69A                                                    |                                                                  | | 11     | 2002                      |      |
| Gerasdorf 1 Lage              | 1–2        | Laaer Ostbahn                                                                     | S2                              | 25B Regionalbusse                                         |                                                                  | | KO     | 1870                      |      |
| Gersthof Lage                 | 1–2        | Vorortelinie                                                                      | Vorortelinie                    | 9 40 41 10A N41                                           | Universitätssternwarte Wien, Türkenschanzpark                    | Otto-Wagner-Stil teilweise erhalten | 18     | 1898                      |      |
| Grillgasse Lage               | 1–2        | Ostbahn                                                                           | R REX                           | 15A                                                       | ÖBB Hauptwerkstätte Simmering                                    | früher: Simmering Ostbahn | 10     | 1846                      |      |
| Hadersdorf Lage               | 1–2        | Westbahn                                                                          | S50                             | 50B Regionalbusse                                         |                                                                  | früher: Hadersdorf-Weidlingau | 14     | 1858                      |      |
| Haidestraße Lage              | 1–2        | Laaer Ostbahn                                                                     | S80                             | 72A 76A 76B                                               | Kraftwerk Simmering                                              | | 11     | 1986                      |      |
| Handelskai Lage               | 1–2, 11–12 | Nordbahn, Vorortelinie, Donauuferbahn                                             | R REX CJX                       | 5A 11A 11B N8                                             | Millennium Tower, Einkaufszentrum Millenniumcity, Donauinsel     | Turmbahnhof | 20     | 1996                      |      |
| Hauptbahnhof Lage             | 1–12       | Stammstrecke, Ostbahn, Laaer Ostbahn, Südbahn                                     | R REX CJX                       | D O 18 13A 69A Regionalbusse internationale Buslinien     | Einkaufsstraße Favoritenstraße                                   | Gleise 1 und 2: unterirdische Station an der Stammstrecke, ursprünglich Teil der Verkehrsstation Wien Südtiroler Platz, seit 2012 Teil des Hauptbahnhofes | 10     | 1959 bzw. 2012            |      |
| Heiligenstadt Lage            | 1–4        | Franz-Josefs-Bahn, Vorortelinie, Zufahrt zur Donauuferbahn                        | R REX                           | D 5B 10A 11A 38A 39A RUFBUS N36 Regionalbusse             | Karl-Marx-Hof, Hohe Warte                                        | Otto-Wagner-Stil teilweise erhalten | 19     | 1898                      |      |
| Hernals Lage                  | 1–2        | Vorortelinie                                                                      | Vorortelinie                    | 43 42A 44A N43                                            | Kongressbad                                                      | Otto-Wagner-Stil teilweise erhalten | 17     | 1898                      |      |
| Hetzendorf Lage               | 1–2        | Südbahn                                                                           | R                               | 62 16A 64A                                                | Schloss Hetzendorf                                               | | 12     | 1841                      |      |
| Hirschstetten Lage            | 1–2        | Marchegger Ostbahn                                                                | R                               | 22A 95B 98A                                               |                                                                  | früher: Hirschstetten-Aspern | 22     | 1885                      |      |
| Hütteldorf Lage               | 1, 3–6, 11 | Westbahn, Vorortelinie, Verbindungskurve nach Wien Meidling                       | REX CJX                         | 43B 47B 49A 50A 50B 52A 52B 53A N49, Regionalbusse        | Allianz Stadion, Lainzer Tiergarten                              | früher: Hütteldorf-Hacking Otto-Wagner-Stil teilweise erhalten                                                                                            | 14     | 1858                      |      |
| Jedlersdorf Lage              | 1–2        | Nordwestbahn                                                                      | R REX                           | 36A                                                       |                                                                  | | 21     | 1841                      |      |
| Kaiserebersdorf Lage          | 1–2        | Donauländebahn                                                                    | R REX                           | 71B Regionalbusse                                         | Hauptwerkstätte der Wiener Linien                                | früher: Klein Schwechat | 11     | 1872                      |      |
| Kledering 1 Lage              | 1–2        | Ostbahn                                                                           | R                               | 70A Regionalbus                                           | Zentralverschiebebahnhof Wien-Kledering                          | 1901: Schwechat-Kledering | BL     | 1846                      |      |
| Krottenbachstraße Lage        | 1–2        | Vorortelinie                                                                      | Vorortelinie                    | 35A N35                                                   |                                                                  | Tieflage | 19     | 1987                      |      |
| Leopoldau Lage                | 1–2        | Nordbahn                                                                          | R REX                           | 29A 32A 36B Regionalbusse                                 | Großfeldsiedlung                                                 | | 21     | 1912 bzw. 1922            |      |
| Liesing Lage                  | 1–3        | Südbahn                                                                           | R REX                           | 60A 61A 61B 62A 64A 66A RUFBUS N61 N65 N66 Regionalbusse  |                                                                  | | 23     | 1841                      |      |
| Matzleinsdorfer Platz Lage    | 1–2        | Stammstrecke                                                                      | R REX CJX                       | 1 6 18 62 N6 N62 303 14A Regionalbusse                    | Evangelischer Friedhof Matzleinsdorf                             | | 10     | 1969                      |      |
| Meidling Lage                 | 1–4, 7–8   | Südbahn, Pottendorfer Linie, Bahnstrecke Wien Penzing–Wien Meidling, Stammstrecke | R REX CJX                       | 62 7A 7B 8A 9A 15A 59A 62A N62                            | Euro Plaza, Einkaufsstraße Meidlinger Hauptstraße, Schnapsmuseum | | 12     | 1841                      |      |
| Mitte (Landstraße) Lage       | 1–4        | Stammstrecke                                                                      | R REX CJX                       | O 74A                                                     | Stadtpark, Einkaufsstraße Landstraßer Hauptstraße                | früher: Hauptzollamt Hochbahn-, seit 1899 Tiefbahnstation                                                                                                 | 3      | 1859                      |      |
| Nußdorf Lage                  | 1–3        | Franz-Josefs-Bahn, Zufahrt zur Donauuferbahn                                      | S40                             | D Regionalbusse                                           | Nussdorfer Wehr- und Schleusenanlage                             | | 19     | 1870                      |      |
| Oberdöbling Lage              | 1–2        | Vorortelinie                                                                      | Vorortelinie                    | 38 39A Regionalbus                                        |                                                                  | Tieflage | 19     | 1898                      |      |
| Ottakring Lage                | 1–2        | Vorortelinie                                                                      | Vorortelinie                    | 44 46 45A 46A 46B 48A N46                                 | HTL Wien West, Ottakringer Brauerei                              | Otto-Wagner-Stil teilweise erhalten | 16     | 1898                      |      |
| Penzing Lage                  | 1–4        | Westbahn, Vorortelinie                                                            | Vorortelinie · S50              | 52 51A                                                    |                                                                  | | 14     | 1858                      |      |
| Praterkai Lage                | 1–2        | Laaer Ostbahn                                                                     | S80                             | 77A 79A 79B                                               | Prater, Lusthaus                                                 | früher: Stadlauer Brücke-Lusthaus | 2      | 1893                      |      |
| Praterstern Lage              | 1–4        | Nordbahn, Stammstrecke                                                            | R REX CJX                       | O 5 5B 80A 82A N29 N81 Regionalbusse                      | Prater, Liliputbahn                                              | früher: Wien Nord | 2      | 1838                      |      |
| Purkersdorf Sanatorium 1 Lage | 1–2        | Westbahn                                                                          | S50                             | Regionalbusse                                             | Ehemaliges Sanatorium Purkersdorf                                | früher: Unter-Purkersdorf | PL     | 1881                      |      |
| Quartier Belvedere Lage       | 1–2        | Stammstrecke                                                                      | R REX CJX                       | D O 18                                                    | Schloss Belvedere, Schweizergarten                               | unterirdische Station, bis 2009 Teil des Südbahnhofes, bis 2012 Wien Südbahnhof (S-Bahn)                                                                  | 3      | 1959                      |      |
| Rennweg Lage                  | 1–2        | Stammstrecke, Aspangbahn                                                          | R REX CJX                       | O 71 77A N71                                              |                                                                  | unterirdische Station | 3      | nach 1875, vor 1901; 1971 |      |
| Schwechat 1 Lage              | 1–2        | Pressburger Bahn                                                                  | R REX                           | 71A K Regionalbusse                                       |                                                                  | früher: Groß Schwechat | BL     | 1884                      |      |
| Siemensstraße Lage            | 1–2        | Nordbahn                                                                          | R REX                           | 30A 31A 32A                                               | Siemens AG, Klimawindkanal Wien, Floridsdorfer Hochbahn          | | 21     | 1899                      |      |
| Simmering Lage                | 1–2        | Laaer Ostbahn                                                                     | R REX                           | 11 71 69A 72A 73A Regionalbusse                           | Einkaufsstraße Simmeringer Hauptstraße                           | früher: Simmeringer Hauptstraße | 11     | 1903 bzw. 2000            |      |
| Speising Lage                 | 1–2        | Bahnstrecke Wien Penzing–Wien Meidling                                            | S80                             | 60 56A 56B                                                | Lainzer Tunnel                                                   | | 13     | 1860                      |      |
| Spittelau Lage                | 1–2        | Franz-Josefs-Bahn                                                                 | R REX                           | D 35A 37A                                                 | Müllverbrennungsanlage mit Fassade von Hundertwasser             | | 9      | 1996                      |      |
| Stadlau Lage                  | 1–2        | Laaer Ostbahn                                                                     | R REX                           | 86A 87A 94A                                               |                                                                  | | 22     | 1870                      |      |
| St. Marx Lage                 | 1–2        | Aspangbahn                                                                        | S7                              | 18 71 74A                                                 |                                                                  | unterirdische Station | 3      | 2002                      |      |
| Strebersdorf Lage             | 1–2        | Nordwestbahn                                                                      | R                               | 32A 34A                                                   |                                                                  | | 21     | 1887                      |      |
| Süßenbrunn Lage               | 1–4        | Nordbahn                                                                          | R REX                           | 25A 25B Regionalbusse                                     |                                                                  | 1873: Station an der Weingartenallee | 22     | 1873                      |      |
| Traisengasse Lage             | 1–2        | Nordbahn                                                                          | R REX CJX                       | 2 5A 37A N29                                              | Lorenz Böhler Unfallkrankenhaus                                  | | 20     | 1962                      |      |
| Weidlingau Lage               | 1–2        | Westbahn                                                                          | S50                             |                                                           |                                                                  | früher: Weidlingau-Wurzbachtal | 14     | 1858                      |      |
| Westbahnhof Lage              | 1–11       | Westbahn                                                                          | R REX CJX                       | 5 6 9 18 52 60 Flughafenbus, Regionalbusse                | Einkaufsstraße Mariahilfer Straße                                | Kopfbahnhof | 15     | 1858                      |      |
| Wolf in der Au Lage           | 1–2        | Westbahn                                                                          | S50                             | 50A Regionalbusse                                         |                                                                  | Gleise des Lainzer Tunnels zwischen Bahnsteiggleisen | 14     | 2008                      |      |
| Zentralfriedhof Lage          | 1–2        | Aspangbahn                                                                        | S7                              | ZF                                                        | Wiener Zentralfriedhof (Tor 11)                                  | | 11     | 1881                      |      |

1 Station befindet sich in Niederösterreich, jedoch noch in der Kernzone Wien des Verkehrsverbundes Ost-Region, welche das gesamte Stadtgebiet sowie einige angrenzende Stationen umfasst.
Im Rahmen des Ausbaus der S80 ist in Hietzing der Neubau der Stationen Hietzinger Hauptstraße und Bahnhof Wien Maxing#Haltestelle Wien Stranzenbergbrücke geplant.

## Aufgelassene Stationen
Diese Übersicht listet alle seit dem Jahr 2000 aufgelassenen Stationen auf.
| Station                        | Strecke                | Bezirk | Eröffnung          | Auflassung | Ersatz                      | Anmerkung | Bild |
| ------------------------------ | ---------------------- | ------ | ------------------ | ---------- | --------------------------- | --- | ---- |
| Breitenleer Straße Lage        | Laaer Ostbahn          | 22     | 1921               | 2010       | –                           | früher: Breitenlee, Breitenlee-Kagran, Kagran ÖBB Einstellung S-Bahn-Verkehr in diesem Streckenabschnitt                                             |      |
| Hausfeldstraße Lage            | Marchegger Ostbahn     | 22     | 1972               | 2018       | Aspern Nord                 | nur eine temporäre Station, welche bis zur Eröffnung der Station Aspern Nord die S80, R nach Marchegg und den REX nach Bratislava mit der U2 verband |      |
| Inzersdorf Lage                | Pottendorfer Linie     | 23     | nach 1874 vor 1901 | 2011       | Blumental                   | früher: Inzersdorf Ort |      |
| Kahlenbergerdorf Lage          | Franz-Josefs-Bahn      | 19     | 1870               | 2004       | –                           | |      |
| Lobau Lage                     | Laaer Ostbahn          | 22     | 1930               | 2014       | U2-Station Donaustadtbrücke | |      |
| Simmering Aspangbahn Lage      | Aspangbahn             | 11     | 1882               | 2001       | Geiselbergstraße            | Ausbau Flughafen-S-Bahn |      |
| Strandbäder Lage               | Nordbahn               | 21     | 1964               | 2000       | U6-Station Neue Donau       | Abtrag von Bahnsteigen und Stationsbauwerk erst im Zuge der Modernisierung der Stammstrecke 2024                                                     |      |
| Südbahnhof (Ostbahn) Lage      | Ostbahn, Laaer Ostbahn | 10     | 1846               | 2012       | Hauptbahnhof                | |      |
| Zentralfriedhof-Kledering Lage | Aspangbahn             | 11     | 1946               | 2001       | –                           | Ausbau Flughafen-S-Bahn, Verlegung der Trasse |      |

## Infrastruktur der Stationen
Alle Stationen verfügen über Fahrscheinautomaten und -entwerter, Sitzgelegenheiten, Wetterschutz, Beschilderungen und Fahrpläne. Stärker frequentierte Stationen zudem über Monitoranzeiger an den Bahnsteigen, Rolltreppen, Snackautomaten sowie WLAN. Fahrkarten- und Informationsschalter befinden sich nur an stark frequentierten Stationen wie Wien Hbf, Wien Westbahnhof oder Baden. 2020 sind die meisten Stationen barrierefrei mit Blindenleitsystemen, Lautsprecheransagen und Aufzügen ausgestattet.